# Pratt Institute
Pratt Institute este un colegiu privat specializat de arte din orașul New York City cu campusuri în Manhattan și Brooklyn, precum și în Utica, New York.  Pratt este una din școlile de artă cu renume din Statele Unite ale Americii, care oferă programe și grade în arte, arhitectură, modă, ilustrare, design interior, arte digitale, scris și altele. Pratt Institute este membru al Association of Independent Colleges of Art and Design (acronim curent folosit AICAD), un consorțiu de 36 de institute de artă din Statele Unite.

## Istoric

### Președinți
1. Charles Pratt (1830-1891), președinte între 1887-1891
2. Charles Millard Pratt (1855-1935), 1891-1893
3. Frederic B. Pratt (1865-1945), 1893-1937
4. Charles Pratt (1892-?), 1937-1953
5. Francis H. Horn, 1953-1957
6. Robert Fisher Oxnam (1915-1974), 1957-1960
7. James Britt Donovan (1916-1970), 1968-1970
8. Richardson Pratt Jr (1923-2001)
9. Warren F. Ilchman (1933-), 1990-1993
10. Thomas F. Schutte (1936-), 1993 prezent

## Campus

### Școli
- School of Architecture – Școala de arhitectură
  - Department of Undergraduate Architecture – Departamentul de arhitectură undergraduate
  - Department of Graduate Architecture – Departamentul de arhitectură graduate
  - Department of Construction Management – Departamentul de management al construcțiilor
  - Department of Facilities Management – Departamentul de arhitectură
  - Department of Graduate Architecture and Urban Design – Departamentul de arhitectură graduate și design urban
  - Graduate Center for Planning and the Environment – Centrul graduate pentru planificare și mediu
- School of Art and Design – Școala de artă și design
  - Department of Foundation Art – Departamentul de artă de bază
  - Department of Art and Design Education – Departamentul de artă și design în educație
  - Department of Creative Arts Therapy – Departamentul de terapie a artelor creative
  - Department of Arts and Cultural Management – Departamentul de arte și management cultural
  - Department of Communications Design – Departamentul de design al comunicațiilor
  - Department of Graduate Communications/Packaging Design – Departamentul de comunicații graduate / Designul ambalajelor
  - Department of Digital Arts – Departamentul de arte digitale
  - Department of Design Management – Departamentul de management al designului
  - Department of Fashion Design – Departamentul de design de modă
  - Department of Fine Arts – Departamentul de arte frumoase
  - Department of the History of Art & Design – Departamentul de istorie a artei și designului
  - Department of Industrial Design – Departamentul de design industrial
  - Department of Interior Design – Departamentul de design interior
  - Department of Media Arts – Departamentul de arte din mediile [de comunicare]

## Absolvenți notabili
- Ralph Appelbaum (designer de muzeu)
- David Ascalon (sculptor)
- Ken Bald (ilustrator, desenator de benzi desenate în ziare)
- Lindsey Ann Ballato, cunoscută ca (LynZ) (muzician, basist al trupei muzicale Mindless Self Indulgence, pictor)
- Joseph Barbera (creator de desene animate, Hanna-Barbera Productions)
- Timothy D. Bellavia (autor de literatură pentru copii, ilustrator)
- Gwendolyn B. Bennett (poet, artist, personaj foarte cunoscut în Harlem
- Dave Berg (creator de desene animate, MAD Magazine)
- William D. Byron, Maryland (politician)
- Bernard Chang (ilustrator)
- Echo Chernik (ilustrator)
- Pamela Colman Smith (ilustrator, a ilustrat cărțile de joc de tarot Rider-Waite)
- Harvey Fierstein (actor)
- Richard Foster (architect)
- Félix González-Torres (artist)
- Christian Hawkey (poet)
- Eva Hesse (sculptor)
- Terrence Howard (actor)
- Peter Max (artist)
- Jeremy Scott (designer de modă)
- Nat Mayer Shapiro (pictor)
- David Silverman (animator)
- Patti Smith (cântăreață și poetă)
- Frank Smith (creator de modă)
- Adele Simpson (creator de modă)
- Elliot Tiber (scenarist care "a salvat" Woodstock Festival)
- Dante Tomaselli (regizor, compozitor de muzică de film, scriitor)
- William Van Alen (arhitect, designer și inginer al Chrysler Building)
- Max Weber (artist) (pictor)
- Kent Williams (ilustrator)
- William T. Williams (artist)
- Robert Wilson (regizor)
- Rob Zombie (muzician, regizor, scriitor)
- Peter Zumthor (arhitect)